# Mojoceratops
Mojoceratops là một chi khủng long, được Longrich mô tả khoa học năm 2010.